# William C. Wallace

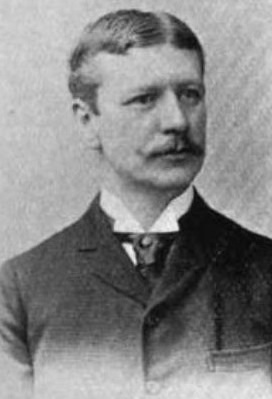
William Copeland Wallace, 1895

William Copeland Wallace (* 21. Mai 1856 in Brooklyn, New York; † 4. September 1901 in Warwick, New York) war ein US-amerikanischer Jurist und Politiker. Zwischen 1889 und 1891 vertrat er den Bundesstaat New York im US-Repräsentantenhaus.

## Werdegang
William Copeland Wallace wurde ungefähr fünf Jahre vor dem Ausbruch des Bürgerkrieges in Brooklyn geboren. Er graduierte 1873 an der Adelphi Academy in Brooklyn, 1876 an der Wesleyan University in Middletown (Connecticut) und 1878 an der rechtswissenschaftlichen Abteilung des Columbia College (heute Columbia University) in New York City. Nach dem Erhalt seine Zulassung als Anwalt begann er in New York City zu praktizieren. Er war zwischen 1880 und 1883 stellvertretender Bundesstaatsanwalt für den südlichen Distrikt von New York. 1894 wurde er zum Judge Advocate General im Stab von Gouverneur Levi P. Morton ernannt.
Politisch gehörte Wallace der Republikanischen Partei an. Bei den Kongresswahlen des Jahres 1888 wurde er im dritten Wahlbezirk von New York in das US-Repräsentantenhaus in Washington, D.C. gewählt, wo er am 4. März 1889 die Nachfolge von Stephen V. White antrat. Er erlitt bei seiner Wiederwahlkandidatur im Jahr 1890 eine Niederlage und schied nach dem 3. März 1891 aus dem Kongress aus. Danach nahm er in Brooklyn seine Tätigkeit als Anwalt wieder auf, verfolgte aber auch extensiv Bankgeschäfte. Er verstarb am 4. September 1901 in seinem Sommerhaus in Warwick und wurde dann auf dem Green-Wood Cemetery in Brooklyn beigesetzt.